# چالش مانکن
چالش مانکن (به انگلیسی: Mannequin Challenge) نام یک رویداد ویدئویی است که در آن مردم بدون حرکت کردن هستند در حالی که یک فیلم ضبط شده است، معمولاً این رویداد با آهنگ «بیتلز سیاه» توسط ری شرومرد در پس‌زمینه این چالش ضبط می‌شود. چالش مانکن با هشتگ #MannequinChallenge به وسیله رسانه‌های اجتماعی توییتر و اینستاگرام استفاده می‌شود. اعتقاد بر این است که این پدیده توسط دانش آموزان جکسون‌ویل، فلوریدا در ۱۲ اکتبر ۲۰۱۶ شروع شده است. در این چالش بسیاری از سیاست مداران، ورزشکاران، هنرمندان و ستاره‌ها و مردم عادی شرکت کردند. این عمل تا حدی فراگیر شد که حتی فضانوردان فرانسوی نیز در فاصله ۲۰۰ کیلومتری بالای زمین هم این چالش را به تصویر کشیدند.